# Кириллов, Юрий Вячеславович
Ю́рий Вячесла́вович Кири́ллов (род. 19 января 1990, Уфа) — российский футболист, полузащитник «Мурома».

## Карьера
Воспитанник уфимской школы «Искра» (первый тренер — Александр Скоробогатов) и московской «Академики». Профессиональные выступления начал в «Спортакадемклубе». В 2008 году был отдан в аренду в команду «Русичи». В 2009 году вслед за главным тренером «Спортакадемклуба» Константином Сарсанией перешёл в клуб Премьер-лиги «Химки». Дебютировал в чемпионате России 3 мая 2009 года в матче «Химки» — «Кубань» (2:2). Первый гол забил 16 мая 2009 года в матче 9-го тура чемпионата против «Москвы» (1:1). В декабре 2009 года стало известно о переходе Кириллова в московское «Динамо». Однако за основную команду так и не провёл ни одного матча: «Динамо» отдавало его в аренду: 2010 — «Алания», 2011 — «Крылья Советов», 2012 — «Урал», «Уфа» («Урал» и «Уфа» — в то время клубы ФНЛ). В феврале 2013 года возвращён из аренды на сборы в Турции, однако весеннюю часть сезона-2012/13 играл лишь в молодёжном первенстве. В июле 2013 года подписал контракт с вышедшим в Премьер-лигу «Уралом». В феврале 2014 года покинул екатеринбургский клуб. В 2014 году перешёл в литовский «Атлантас», сезон-2014/15 провёл в «Химках», выступавших в ПФЛ, в июле 2015 года стал игроком «КАМАЗа», за который играл в сезоне-2015/16 в ФНЛ. Летом 2016 года, в последний день дозаявочной кампании 31 августа, перешёл в клуб ПФЛ «Динамо СПб». 2017 год провёл в нижегородском «Олимпийце», с 2018 года вновь играл в «КАМАЗе», матч против московского «Торпедо» в августе 2024 года стал для него двухсотым в составе клуба из Набережных Челнов. Летом 2025 года перешёл в «Муром».

## Достижения
«Алания»
- Финалист кубка России: 2010/11

«Урал»
- Обладатель кубка ФНЛ: 2012

«Олимпиец»
- Победитель Первенства ПФЛ (группа «Урал-Приволжье»): 2016/17 (сыграл 5 матчей)

«КАМАЗ»
- Победитель Первенства ПФЛ (группа 4): 2020/21
- Серебряный призёр Первенства ПФЛ (группа «Урал-Приволжье»): 2018/19